# NGC 7017
NGC 7017 est une galaxie lenticulaire relativement éloignée et située dans la constellation du Capricorne. Sa vitesse par rapport au fond diffus cosmologique est de 9 854 ± 41 km/s, ce qui correspond à une distance de Hubble de 145 ± 10 Mpc (∼473 millions d'al). NGC 7017 a été découverte par l'astronome américain Francis Leavenworth en 1885.
En réalité, NGC 7017 est une paire de galaxies formée de NGC 7017E et de LEDA 2793723 (NGC 7017 NED01, sur la base de données NASA/IPAC). Dans la nuit du 8 juillet, Leavenworth a découvert trois galaxies, NGC 7016, NGC 7017 et NGC 7018. Dans sa description de NGC 7017, Leavenworth mentionne « mag 15.0, vS, R, brighter middle to a nucleus, 2nd of 3», ne faisant nullement mention de la présence d'un noyau double et encore moins d'une autre galaxie.

## Supernova
La supernova SN 2003gj a été découverte dans NGC 7017 le 30 mai 2003 par  M. Moore et W. Li dans le cadre du programme LOTOSS de l'Observatoire de Lick.. Cette supernova était de type Ia et sa magnitude au moment de sa découverte était de 17,7.

## Groupe d'Abell 3744
Selon un article publié par Postman et Lauer en 1995, cette paire de galaxie fait partie du groupe d'Abell 3744 qui compte cinq membres, dont NGC 7016 la galaxie la plus brillante du groupe. Cet article n'indique malheureusement pas les désignations des galaxies, mais il est possible de les identifier grâce à leurs coordonnées. Cependant, la base de données Simbad cite en référence un article de Hudson et al. qui indique les désignations GSG (G, South, field G) de ces cinq galaxies. Étonnamment, une seule galaxie de cette deuxième source se retrouve dans la liste de Postman et Lauer.